# Kluky (Boemia meridionale)
Kluky è un comune della Repubblica Ceca facente parte del distretto di Písek, in Boemia Meridionale.